# Pan Africanist Congress
Pan Africanist Congress, formellt Pan Africanist Congress of Azania (PAC), är ett panafrikanistiskt politiskt parti i Sydafrika. Det grundades ursprungligen år 1959 som en utbrytargrupp ur Afrikanska nationalkongressen (ANC) och företrädde en nationalistisk linje för den svarta befolkningen, i kontrast till den etniska mångfald som kom att prägla ANC.

## Historia

### Tidiga år
Åsikterna inom ANC gick isär under sent 1950-tal gällande vilken politisk linje som skulle drivas för framtidens Sydafrika. De dominerande socialdemokratiska elementen i partiet ville föra en inklusiv och etniskt neutral politik som alternativ till apartheidsystemet (i ANC fanns européer, indier, kineser och afrikaner representerade). Andra, de så kallade afrikanisterna, bröt sig i början av april 1959 ur ANC då de önskade driva en linje som särskilt prioriterade de svarta sydafrikanerna gentemot andra folkgrupper i landet. Den 4 april 1959 invigde utbrytargruppen sitt första sammanträde i Johannesburg och den 6 april bildades organisationen Pan Africanist Congress of South Africa under ledning av Robert Sobukwe.
Som första stora politiska aktion bestämdes att PAC skulle manifestera mot de passlagar som apartheidregeringen använde för att inskränka den svarta befolkningens rörelsefrihet. ANC-ledaren Albert Lutuli hade redan i december 1959 proklamerat att det följande året skulle komma att kännetecknas av motståndet mot passlagarna, med planerad start för demonstrationer den 31 mars 1960, men PAC ville hinna före med sin aktion och planerade därför egna protester tio dagar före ANC:s kampanj skulle starta. Demonstrationerna som tog plats den 21 mars 1960 i förorten Sharpeville utanför Vereeniging krossades av polis i vad som blev känt som Sharpevillemassakern. Oroligheter spred sig över landet och premiärminister H.F. Verwoerd lät gripa PAC:s ledarskap för uppvigling samt utfärda ett förbud mot både PAC och ANC, med en landsomfattande arresteringsvåg mot oppositionella som svar på protesterna mot apartheid.

### Verksamhet efter förbudet 1960
År 1961 grundades PAC:s väpnade gren Azanian People's Liberation Army (även kallad Poqo), med inspiration av Folkets befrielsearmé i Kina, och året därpå genomfördes den första väpnade aktionen, en attack mot ett samhälle reserverat för vita sydafrikaner där två civila dödades. PAC:s ledarskap satt antingen i fängelse eller hade gått i exil utomlands och inne i Sydafrika tvingades man verka under jorden. Sobukhwe överlät kontrollen över organisationen till främst Z.B. Molete och Matthew Nkoana. Avdelningar grundades i Accra, London och Kairo och ett nytt huvudsäte skapades i Maseru, som dock endast hade svag kontroll över de andra kontoren runtom i världen. 1962 valdes Potlako Leballo till PAC:s ställföreträdande president i Robert Sobukhwes frånvaro. Interna konflikter om vilken avdelning som skulle vara ledande inom Pan Africanist Congress avgjordes med att Maseruavdelningen behöll ledande status då den rent geografiskt låg närmast Sydafrika. Rörelsens medlemmar fann det dock svårt att organisera sig utomlands, särskilt i de till Sydafrika angränsande brittiska protektoraten Basutoland och Bechuanaland vars kolonialregeringar aktivt motarbetade PAC:s närvaro.
Under 1960-talet ökade attackerna från Poqo mot statliga liksom civila mål i Sydafrika som av PAC ansågs representera apartheidsystemet och många medlemmar dömdes till livstids fängelse eller döden. År 1964 flyttades exilhögkvarteret från Maseru till Dar es-Salaam samtidigt som man sökte finansiellt stöd i Kina vilket också gavs varpå PAC-medlemmar även erhöll militär träning av kineserna. Interna konflikter mellan ledande medlemmar gjorde dock att Organisationen för afrikansk enhet (OAU) beordrade en tillfällig stängning av kontoret i Dar es Salaam 1967, och samma år hölls en försoningskonferens. 1968 informerade OAU att såvida inte en omedelbar infiltration av Sydafrika inleddes skulle Pan Africanist Congress förlora sin status som legitim befrielserörelse och därmed även gå miste om viktig utländsk finansiering, något som satte stor press på PAC-ledaren Leballo. Samma år antogs officiellt namnet Pan Africanist Congress of Azania. 1969 släpptes Robert Sobukhwe ur fängelset men hölls i husarrest i Kimberley och panafrikanisterna fortsatte att ledas från utlandet.

### 1970- och 1980-talen
1974 var PAC en av de drivande krafterna bakom beslutet att utesluta Republiken Sydafrika från FN:s generalförsamling. Året därpå författades ett strategidokument kallat New Road to Revolution vilken skapade omfattande ideologiska konflikter inom organisationen. Mot slutet av 1970-talet växte spänningarna inom PAC mellan de som förordade traditionell afrikansk nationalism och revolutionära socialister, spänningar som splittrade hela PAC i olika läger. Robert Sobukhwe avled 1978 samtidigt som det utländska stödet för PAC blev allt mer osäkert. Han efterträddes av ställföreträdaren Potlako Leballo som tidigare ledde avdelningen i Dar es-Salaam. Leballo var maoist vilket ogillades av vissa av PAC:s utländska beskyddare, bland andra Nigerias regering som finansierade den moderate David Sibeko istället vilket resulterade i ännu en ledarskapskonflikt. 1981 tillträdde John Nyathi Pokela som ny ordförande för PAC och försökte åstadkomma försoning mellan de olika falangerna som hade gått så långt att de såg varandra som "inre fiender".
PAC hade genomgående problem att sätta in militära styrkor i Sydafrika och lyckades egentligen aldrig att genomföra några organiserade väpnade aktioner i större omfattning, till skillnad från ANC, och det utländska stödet var tidvis mycket osäkert. Regeringarna i Botswana och Zimbabwe gav inofficiellt stöd men Zambia, Moçambique och Lesotho bekämpade all PAC-närvaro på deras territorium. Den väpnade kampanjen misslyckades till den grad att enligt en befälhavare inom den sydafrikanska polisen förekom inte mer än 10 attacker från APLA inuti Sydafrika innan år 1985, och detta bidrog till bilden av PAC som en svag och instabil organisation hos länder som annars kunde ha gett sitt stöd till rörelsen.

### Efter Sydafrikas demokratisering
PAC hade länge en mycket negativ inställning till de försök som gjordes från både ANC och den sydafrikanska regeringen att genom fredliga förhandlingar åstadkomma en demokratisk övergång i landet. OAU satte dock hård press på gruppen att ge förhandlingarna en chans och 1992 gick PAC med på detta, samtidigt som APLA fortsatte att genomföra isolerade, sporadiska attentat runtom i landet. År 1994 avbröt Pan Africanist Congress den väpnade kampen och deltog i det parlamentsval som hölls det året samtidigt som den väpnade grenen upplöstes och integrerades i den sydafrikanska försvarsmakten. Över 600 PAC-medlemmar, inklusive APLA:s högsta befäl, ansökte om amnesti hos Sannings- och försoningskommissionen för våldsdåd begångna under kampen mot apartheid och man erkände även att Poqomilis hade haft civila vita sydafrikaner som måltavlor.
Från att ha fått 1,25 % av rösterna i det första allmänna valet 1994 har en tillbakagång skett till 0,27 % i parlamentsvalet 2009, med 1 mandat av 400 i Sydafrikas nationalförsamling. Idag är PAC ett litet politiskt parti som fortsätter att vara svårt ansatt av intern maktkamp och har endast marginellt inflytande i Sydafrika.

## Ideologi
Pan Africanist Congress blandar nationalism för svarta afrikaner med afrikansk socialism och förespråkar panafrikanism, enighet för hela den afrikanska kontinenten och dess befolkning. Rörelsens ideologi har inspirerats av bland andra Anton Lembede, George Padmore, Marcus Garvey, Kwame Nkrumah och W.E.B. Du Bois. Särskilt inom den väpnade grenen Poqo var dessutom maoistisk gerillataktik och ideologi inflytelserik. I sitt tal på kongressen år 1959 sa Robert Sobukhwe att panafrikanisterna riktade in sig "på regerande av afrikanerna av afrikanerna [själva], för afrikanerna, med var och en, som har sin enda lojalitet till Afrika och som är beredd att acceptera den demokratiska makten hos en afrikansk majoritet, som betraktad som en afrikan".
Nationalismen byggde på konceptet om ett "Afrika för afrikaner" vilket de första åren fick stort genomslag och trots de maoistiska influenserna, vilka särskilt kom in i PAC under 1970-talet, tog panafrikanisterna avstånd från Kommunistpartiets strävan efter total jämlikhet oavsett etnicitet. I praktiken var rörelsen så splittrad och organisatoriskt instabil, samt föga framgångsrik i sina kampanjer mot apartheid, att många utländska regeringar som annars var välvilligt inställda till motståndsgrupper i Sydafrika hellre satsade på det mycket mäktigare ANC.

### Fotnoter
1. ↑  http://countrystudies.us/south-africa/78.htm
2. 1 2 3 4 5  Pan Africanist Congress timeline 1959-2011, South African History Online. Hämtad från http://www.sahistory.org.za/topic/pan-africanist-congress-timeline-1959-2011 den 17 januari 2016.
3. ↑  ”Violence erupts in Paarl”. South African History Online. http://www.sahistory.org.za/dated-event/violence-erupts-paarl. Läst 17 oktober 2015.
4. 1 2  Kwandiwe Kondlo (2009). In the Twilight of the Revolution: The Pan Africanist Congress of Azania (South Africa) 1959-1994, Basler Afrika Bibliographien, s.100-102, 110-111
5. ↑  Kwandiwe Kondlo (2009). In the Twilight of the Revolution: The Pan Africanist Congress of Azania (South Africa) 1959-1994, Basler Afrika Bibliographien, s.170-171
6. 1 2 3  Gail M. Gerhart, Clive L. Glaser (2010). From Protest to Challenge: A Documentary History of African Politics in South Africa, 1882-1990. Challenge and victory, 1980-1990, Indiana University Press, s.153-156
7. ↑  http://www.sahistory.org.za/archive/robert-sobukwe-inaugural-speech-april-1959